# Caesalpinia paipai
El charán (Caesalpinia paipai) es una especie de planta dicotiledónea de la familia de las fabáceas. Es oriundo de los bosques secos de Venezuela, Colombia, Ecuador, Perú y Bolivia.
Es un árbol de unos 2.5 a 5.5 m de altura y su tronco tiene un diámetro de 15 a 25 cm. Su madera es usado para carbón, leña y construcción de vigas, mientras que sus hojas y frutos es empleado como forraje para ganado.